# MISIA Love & Ballads The Best Ballade Collection
『MISIA Love & Ballads The Best Ballade Collection』（ミーシャ・ラヴ・アンド・バラッズ・ザ・ベスト・バラッズ・コレクション）は、MISIAが2004年6月16日にリリースしたバラード・ベスト・アルバムである。MISIAにとって3作目のベスト・アルバムとなった。

## 内容
- 『KISS IN THE SKY』以来5作目となるオリコンチャート1位を獲得。

## 収録曲
1. Everything (7:00) 
別バージョン
2. 眠れぬ夜は君のせい (5:25)
3. 忘れない日々 (5:45)
4. キスして抱きしめて (5:10)
5. あの夏のままで (5:50)
6. It's just love (6:28)
7. THE GLORY DAY (8:35)
8. あの日のように (5:47)
9. 飛び方を忘れた小さな鳥 STAR OCEAN version (5:09)
10. 時をとめて  (4:48)
11. 星の降る丘 (5:44)
12. 果てなく続くストーリー (6:28)

## 米希亞2007亞洲初登場超級紀念盤
『米希亞2007亞洲初登場超級紀念盤』（拼音: Mǐxīyà Èrqiānqī Yàzhōu Chūdēngchǎng Chāojí Jìnàn Pán、英: 2007 ASIA SUPER BEST ALBUM）
は、MISIAが2007年9月・10月にアジアでリリースしたバラード・ベスト・アルバムである。『MISIA Love & Ballads The Best Ballade Collection』と17枚目のシングル『ANY LOVE』DVD版が2枚組のセットとなった『2007亞洲初登場超級紀念盤』がリリースされた。DVD映像がCD-EXTRAとして付く。

### 収録曲

#### Disc 1
1. 你是一切 (Everything) (7:00)
2. 夜不成眠都為你 (眠れぬ夜は君のせい) (5:25)
3. 難忘的日子 (忘れない日々) (5:45)
4. 吻我擁我 (キスして抱きしめて) (5:10)
5. 夏日情懷 (あの夏のままで) (5:50)
6. 這就是愛 (It's just love) (6:28)
7. 光榮之日 (THE GLORY DAY) (8:35)
8. 像那天一樣 (あの日のように) (5:47)
9. 忘了如何飛的小鳥 (飛び方を忘れた小さな鳥) (5:09)
10. 時光暫停 (時をとめて)  (4:48)
11. 流星山 (星の降る丘) (5:44)
12. 無盡傳說 (果てなく続くストーリー) (6:28)

#### Disc 2
1. ANY LOVE (5:02)
2. 伴我左右 (そばにいて...) (4:58)
3. ANY LOVE (Video Clip) (5:02)＊
4. 太陽的MARAIKA (太陽のマライカ) (4:50)＊

＊CD-EXTRA